# Bestia (album)
Bestia – dwudziesty pierwszy album polskiego street punkowego zespołu The Analogs.

## Lista utworów
Na podstawowej wersji płyty znalazły się następujące utwory:
1. Bestia
2. Czarna gwiazda
3. Modlitwa
4. 1905
5. Wyścig szczurów (cover The Specials[2])
6. Uciekaj stąd
7. Taniec ognia
8. Godło flaga krzyż
9. Ruda kejla
10. Znowu jestem sam
11. Miasto miłości
12. Bezenna noc
13. Morze krwi
14. Ruda kejla – akustycznie

W wersji limitowanej na płycie znalazły się dodatkowo następujące utwory jako „bonusy”:
- Blask Szminki
- Ukrzyżowani
- Co Warte Jest Życie
- Wszystko To Co Mamy
- Butelka Pełna Łez
- Hlaskover Rock

## Twórcy
Na podstawie:
- Kamil Rosiak – wokal prowadzący (1-5), gitara (1-13), produkcja, gitara akustyczna (14)
- Paweł Czekała – wokal wspierający (1-5, 7-14), gitara (1-13), wokal prowadzący (6), gitara akustyczna (14)
- Przemysław Kaczmarek – wokal wspierający (1-14), bas (1-14)

- Jakub May – perkusja (1-14)

### Gościnnie[3]:
- Marcin Łuczyński – wokal wspierający w utworach „Czarna Gwiazda” (2) i „Morze Krwi” (13)
- Konrad Wojda – gitara w utworze „Uciekaj Stąd” (6)
- Eliz Głowska – wokal w utworze „Uciekaj Stąd” (6)
- Andrzej Zamenhof – banjo w utworze „Ruda Kejla – Akustycznie” (14)

## Ciekawostki
- Utwór „Ruda Kejla” jest inspirowany serią opowiadań Izaaka Baszewisa Singera o tym samym tytule[4].
- Utwór „Znowu Jestem Sam” pochodzi z dyskografii zespołu Ruin Cats, w którym niegdyś grali Rosiak i Czekała[5].
- Utwór „Wyścig szczurów” będący coverem The Specials miał być hołdem oddanym niedawno zmarłemu wokaliście tego zespołu Terry'emu Hallowi[2]. Tłumaczeniem utworu zajął się Paweł Czekała[3].